# 10 Holloway Circus
Le 10 Holloway Circus, appelé aussi Beetham Tower est un gratte-ciel de 122 mètres de hauteur construit à Birmingham au Royaume-Uni de 2003 à 2006. C'est le plus haut gratte-ciel de Birmingham et l'un des plus hauts du Royaume-Uni en dehors de Londres.
Il était prévu à l'origine que l'immeuble atteigne une hauteur de 167 mètres mais il y a eu des objections des autorités de l'aviation civile, et l'impact négatif des attentats du 11 septembre 2001 et d'un attentat de l'IRA dans le centre de Birmingham (déjoué par les autorités) est intervenu.
Les 18 premiers étages sont occupées par un hôtel, Radisson SAS, de 220 chambres. Les étages supérieurs abritent 158 appartements de luxe.
L'architecte est l'agence britannique Ian Simpson Architects, le promoteur est Beetham Organization et l'ingénieur pour les structures est Cantor Seinuk Group.